# Sebastiano Dho
Sebastiano Dho (* 16. Mai 1935 in Frabosa Soprana, Provinz Cuneo; † 31. August 2021 in Mondovì) war ein italienischer Geistlicher und römisch-katholischer Bischof von Alba.

## Leben
Sebastiano Dho empfing nach dem Studium der Philosophie und der Katholischen Theologie am 29. Juni 1958 das Sakrament der Priesterweihe für das Bistum Mondovì. Er war zunächst als Vize-Kurat in Niella Tanaro tätig, bevor er Pfarrer in Murazzano wurde. Von 1969 bis 1973 war er Direktor der Kirchenzeitung L’Unione Monregalese. Danach wirkte Sebastiano Dho als Dozent für Moraltheologie am Priesterseminar in Mondovì sowie am Interdiözesanen Theologischen Studienzentrum in Fossano und an der Theologischen Fakultät in Turin. Daneben war er von 1976 bis 1981 erneut Verantwortlicher für die Kirchenzeitung L’Unione Monregalese. 1982 wurde Dho Generalvikar des Bistums Mondovì.
Am 5. Juli 1986 ernannte ihn Papst Johannes Paul II. zum Bischof von Saluzzo. Der Erzbischof von Turin, Anastasio Alberto Kardinal Ballestrero OCD, spendete am 24. August desselben Jahres in der Kathedrale Maria Vergine Assunta in Saluzzo die Bischofsweihe; Mitkonsekratoren waren Massimo Giustetti, Bischof von Mondovì, und Erzbischof Giulio Einaudi, Apostolischer Pro-Nuntius in Kuba.
Papst Johannes Paul II. bestellte ihn am 3. Juli 1993 zum Bischof von Alba. Die Amtseinführung erfolgte am 11. September desselben Jahres. Am 28. Juni 2010 nahm Papst Benedikt XVI. sein altersbedingtes Rücktrittsgesuch an. Danach lebte er zunächst im Priesterseminar in Mondovì und später im dortigen Schwesternhaus der Karmelitinnen von Santa Teresa, wo er im September 2021 starb. Dho wurde in der Krypta der Kathedrale San Lorenzo in Alba beigesetzt.

## Schriften
- Un tratto di strada insieme: scritti dal 1994 al 2010. Diocesi di Alba, Alba 2010, OCLC 956050068.